# ديلان بندي
ديلان بندي (بالإنجليزية: Dylan Bundy)‏ هو لاعب كرة قاعدة أمريكي، ولد في 15 نوفمبر 1992 في تلسا في الولايات المتحدة.

## وصلات خارجية
- ديلان بندي على موقع دوري كرة القاعدة الرئيسي (الإنجليزية)
- ديلان بندي على موقعبيزبول رفرنس.كوم (الدوري الرئيسي) (الإنجليزية)
- ديلان بندي على موقعبيزبول رفرنس.كوم (الدوري الثانوي) (الإنجليزية)
- ديلان بندي على موقع إي إس بي إن.كوم (أم.أل.بي) (الإنجليزية)
- ديلان بندي على موقع مشجعي الرسوم البيانية (الإنجليزية)